# Coricancha
El Coricancha o Qorikancha (en quechua: Quri Kancha "recinto de oro") fue el templo más importante durante el Imperio incaico, cuyos muros todavía son visibles dentro de la estructura actual y cuyo aspecto exterior cambió por completo durante el proceso de colonización. El yacimiento se encuentra en la ciudad de Cuzco en el Perú.

## Etimología
La palabra Coricancha proviene del quechua quri "oro" y kancha "recinto, cerco".
El lingüista Cerrón-Palomino ha propuesto, sin embargo, una hipótesis distinta de la etimología del nombre. Cree que la forma quechua quri kancha sería una acomodación interpretativa de una frase puquina *kuri kachi "recinto del trueno" o *<kuri caccha> "rayo-rayo" (a manera de tautología). Da como explicación «Que no es nada forzada la interpretación del nombre nos lo prueba el hecho de que el templo albergaba, al lado de la del Sol, la estatua del Trueno […]».

## Arquitectura
El Coricancha fue construido en 1200 en el sitio del asentamiento más antiguo de Cuzco. Si bien el legendario Manco Cápac eligió la ubicación entre los dos ríos, río Huatanay y río Tullumayo, por razones militares y de riego, para fundar Inti Cancha –una pequeña casa en la que vivían sus hermanas– Pachacútec aumentó la importancia sagrada del lugar: había rediseñado Cusco en forma de puma, un antiguo símbolo de poder asociado con el culto lunar, con el Coricancha colocado exactamente debajo de la cola de puma en el lugar de sus órganos sexuales.
Además del templo del sol absidal, el recinto comprendía cuatro complejos de templos más pequeños que rodeaban un patio del templo en tres lados. El frente tenía un hermoso muro de la más fina mampostería, uniformemente decorado con una franja continua de oro puro a tres metros del suelo, un noble e ingenioso techo de paja corto, que estaba sostenido por una malla de alambre de oro. Las paredes estaban formadas por piedras naturales, perfectamente entrelazadas sin cemento, con una forma de cojín ligero en los lados que enfatiza la simplicidad estética del edificio. Los bloques de piedra se estrechan hacia la parte superior, enfatizando visualmente la altura aún más.
En uno de los bloques de la segunda capa de piedra se aprecian tres huecos que posiblemente sirvieron para drenar el agua de lluvia del patio o de la chicha sacrificada. Según los experimentos de Augusto León Barandiarán se pueden escuchar las notas musicales re, la y sol cuando golpeas los agujeros.
La circunferencia del templo era de más de 365 metros. Su portal principal estaba en el lado norte. Esta, al igual que las entradas laterales, estaba cubierta con planchas de oro. En ese momento no existía un atrio triangular que sirviera de entrada al templo colonial y el muro sinuoso en ángulo recto con las calles Ahuacpinta,  en el que se conserva un trozo del muro original, de casi sesenta metros de largo. En el lado opuesto de esta calle, el muro serpentea en una curva de más de 90 grados y continúa con una curva suave que se acortó durante la construcción del templo. El muro de Coricancha estaba coronado por un sistema de terrazas que una vez descendían hacia el río.
Ahora hay un museo arqueológico cercano, que tiene exhibiciones interesantes que incluyen momias, textiles y objetos de culto.

## Historia

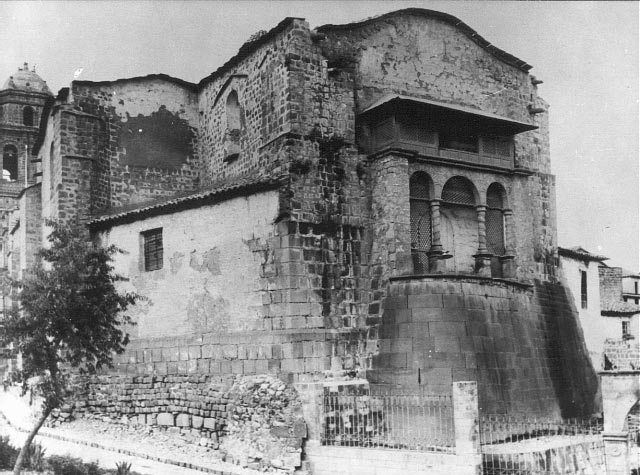
Coricancha antes del terremoto de 1950 que azotó al Cuzco.

Originalmente nombrado Intikancha o Intiwasi, fue el principal templo inca dedicado al Inti, y está ubicado en la antigua capital inca del Cusco. La mayor parte del templo fue destruido después de la guerra del siglo XVI con los conquistadores españoles, ya que los colonos también lo desmantelaron para construir sus propias iglesias y residencias. Gran parte de su mampostería se utilizó como base para el Convento de Santo Domingo del siglo XVII que fue reconstruido después de que el terremoto de 1650 destruyera el primer convento de dominicos.
Para construir Coricancha, el Inca utilizó mampostería y sillería, construyendo a partir de la colocación de piedras cuboides de tamaño similar que habían cortado y moldeado para este propósito. El uso de sillería hizo que el templo fuera mucho más difícil de construir, ya que el Inca no utilizó ninguna piedra con una ligera imperfección o rotura. Al elegir este tipo de mampostería, el Inca demostró intencionalmente la importancia de la construcción a través de la extensión del trabajo necesario para construir la estructura. A través del arduo trabajo necesario para construir edificios con sillería (mampostería es piedra puesta con las manos, sillería son grandes bloques), esta forma de construcción llegó a significar el poder imperial del Inca para movilizar y dirigir la fuerza laboral local. La réplica en toda la América del Sur andina de las técnicas arquitectónicas incas, como las empleadas en Coricancha, expresó el alcance del control inca sobre una vasta región geográfica.
Pachacútec Inca Yupanqui reconstruyó Cusco y la Casa del Sol, enriqueciéndola con más oráculos, edificios, y agregando inmensas planchas de oro fino delicadamente trabajados. Proporcionó jarrones de oro y plata para las Mama-cunas, mujeres enclaustradas, para usar en los servicios de veneración. Finalmente, tomó los cuerpos de los siete incas fallecidos y los adornó con máscaras, tocados, medallas, brazaletes y cetros, todos ellos hechos de oro, colocándolos en un banco también de oro. : 68–69, 75 
El templo poseía muchas divinidades al interior, pero en diferentes nichos, y como principal, el Dios del Sol (Inti), representado por una figura masculina llamado Punchaocanchiq, en tamaño real hecho de oro, y en otros como la diosa Luna (Mama Quilla) representada por una figura femenina hecha en plata. Además en el patio central se encontraban vicuñas, aves, árboles, plantas como el maíz, etc, todos ellos de tamaño real y hechos completamente de oro y plata.
Las paredes antes del saqueo español, estuvieron completamente cubiertas con láminas de oro, : 218–219  y el patio adyacente estaba lleno, también de estatuas de oro. Los informes españoles hablan de una opulencia que era "increíblemente fabulosa." Cuando los españoles en 1533 requirieron que el Inca recaudara un rescate en oro por la vida de su líder Atahualpa, la mayor parte del oro se recogió del Coricancha. Tan fabuloso era el tesoro que este guardaba, que no dejaría en duda la justeza de ser llamado "El Templo de Oro."
Los colonos españoles construyeron el Convento de Santo Domingo en el mismo sitio, demoliendo el templo y utilizando sus cimientos para la iglesia. También utilizaron partes del edificio para otras iglesias y residencias. La construcción tomó casi un siglo. Este es uno de los numerosos sitios donde los españoles incorporaron mampostería inca en la estructura de un edificio colonial. Grandes terremotos dañaron severamente la iglesia, pero los muros de piedra inca, construidos con enormes bloques de piedra fuertemente entrelazados, aún se mantienen en pie, incólumes, debido a su sofisticada mampostería de piedra con que están hechos. Cerca hay un museo arqueológico subterráneo que contiene momias, textiles e ídolos sagrados del sitio.
Esta obra inca, en la cual quedan pocos cimientos, resistió tres terremotos (1650, 1749 y 1950) sin sufrir mayor daño, a diferencia del templo español que se hizo pedazos. Después del suceso de 1950, en 1956, se inició la reconstrucción del templo de Santo Domingo (bajo la supervisión de la UNESCO) con algunas modificaciones, dando preferencia en exponer los muros incas, formando así una cubierta en la mayoría de las partes de los muros del Qorikancha.

## Astronomía inca

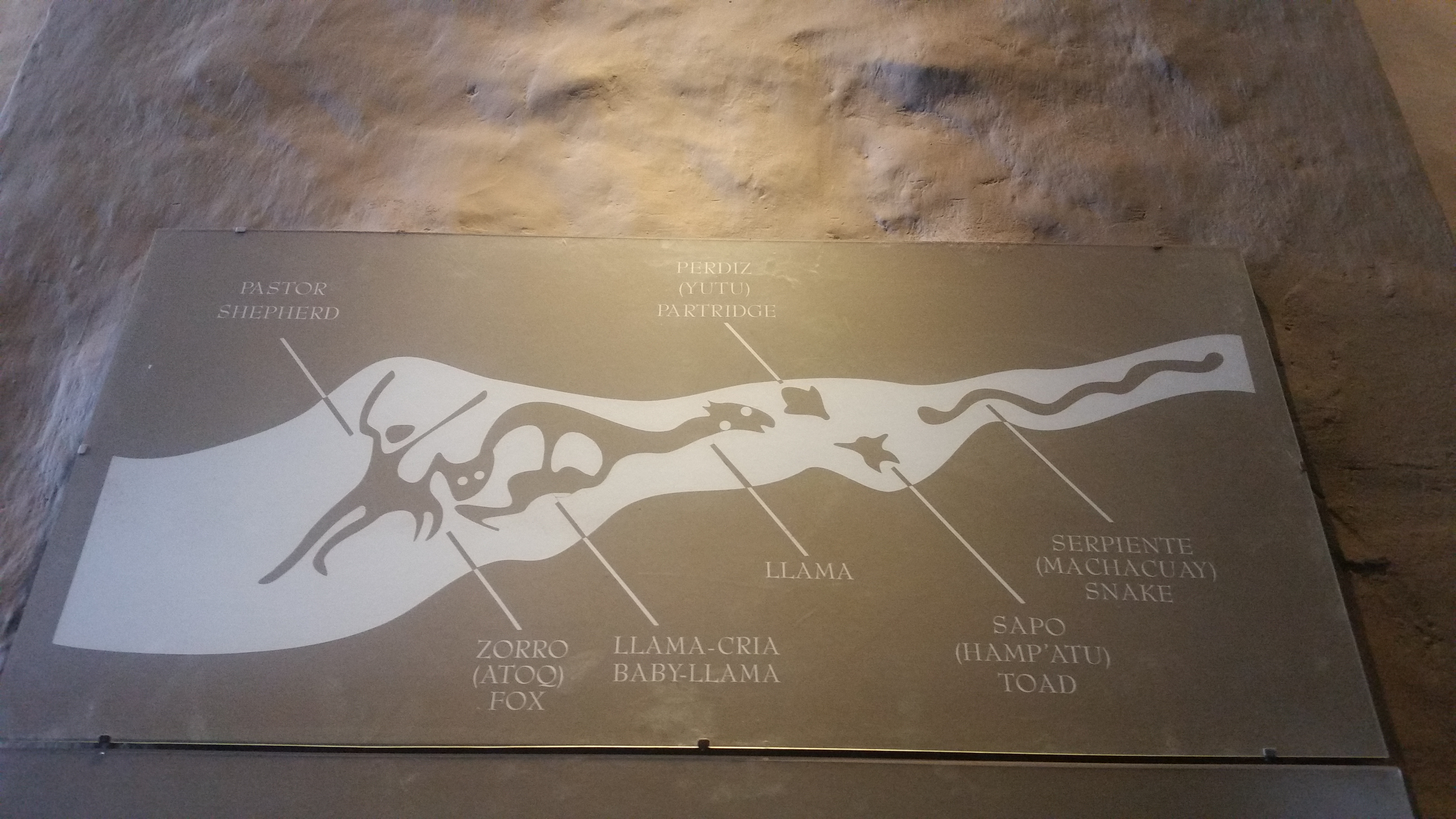
Constelaciones incas en la Vía Láctea (Mayu)

Se encuentran similitudes en los templos semicirculares que se encuentran en el Templo del Sol en Cusco, el Torreón en Machu Picchu y el Templo del Sol en Písac. En particular, los tres exhiben un "muro de cerramiento parabólico" de la mejor mampostería, como lo describe Bingham. Estas estructuras también se utilizaron para fines similares, incluida la observación de solsticios y constelaciones incas.
Dentro de la Vía Láctea, que los Incas llamaban Mayu o Río Celestial, los Incas distinguían áreas oscuras o nubes, a las que llamaban yana phuyu. Estos se consideraron siluetas o sombras de animales que bebían del agua del río. Entre los animales nombrados por el Inca, había una llama que se extendía desde Escorpio hasta Alfa Centauri y Beta Centauri, en la que esas dos estrellas formaban los ojos de la llama o llamaq ñawin. Una llama bebé, llama-cría, estaba invertida debajo. A la izquierda de las llamas hay un zorro de ojos rojos, atuq, que se encuentra entre Sagitario y la cola de Escorpio. La cola de Escorpio se conoce como almacén o qullqa. Una perdiz, yutu, estaba justo debajo de la Cruz del Sur y un sapo, hamp'atu, en la parte inferior derecha. Una serpiente, machaway, se extiende hacia la derecha.
Durante el Inti Raymi, el Sapa Inca y los curacas procedían desde Haucaypata, donde saludaban al sol naciente del solsticio de junio, hasta el patio interior del Coricancha. En un banco del "solárium", el Sapa Inca se sentaba con las momias de sus antepasados. Esta y otras habitaciones estaban orientadas de noreste a suroeste, revestidas con placas de oro e incrustadas con esmeraldas y turquesas. Enfocando los rayos del sol con un espejo cóncavo, el Sapa Inca encendía un fuego para el sacrificio quemado de llamas. También se sacrificaron niños en momentos de catástrofe; Fueron traídos a Cusco siguiendo una ruta de tributo ceque y huaca.: 199–201 
El Coricancha está ubicado en la confluencia de dos ríos. Aquí, según el mito inca, es donde Manco Cápac decidió construir el Coricancha, la fundación del Cusco y el eventual Imperio Inca. Según Ed Krupp, "El Inca construyó el Coricancha en la confluencia porque ese lugar representaba el eje terrestre organizador del cielo".: 270–276 

## Materialidad y proceso constructivo

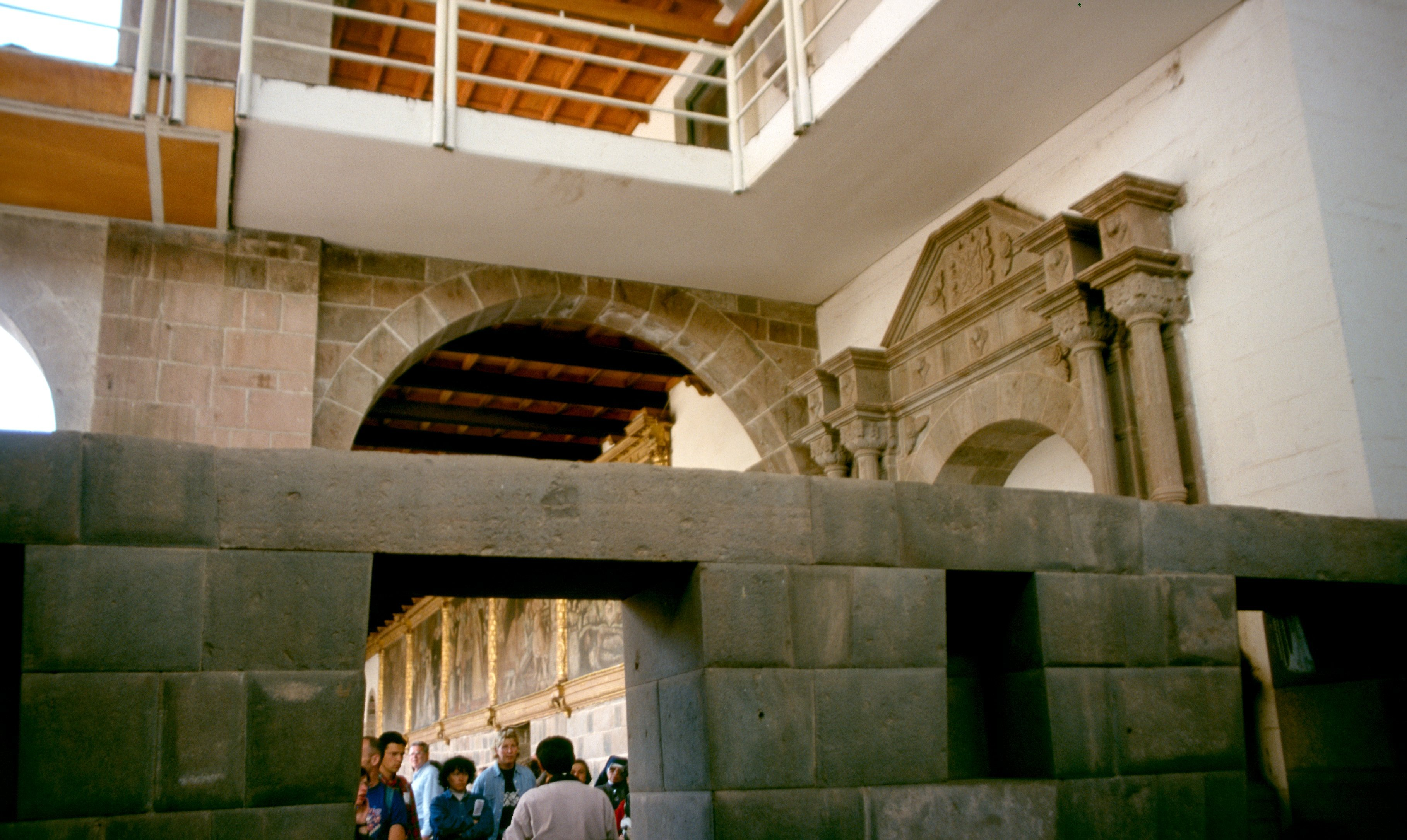
Arquitecturas rejuntadas del Coricancha, el Convento de Santo Domingo y la época actual.

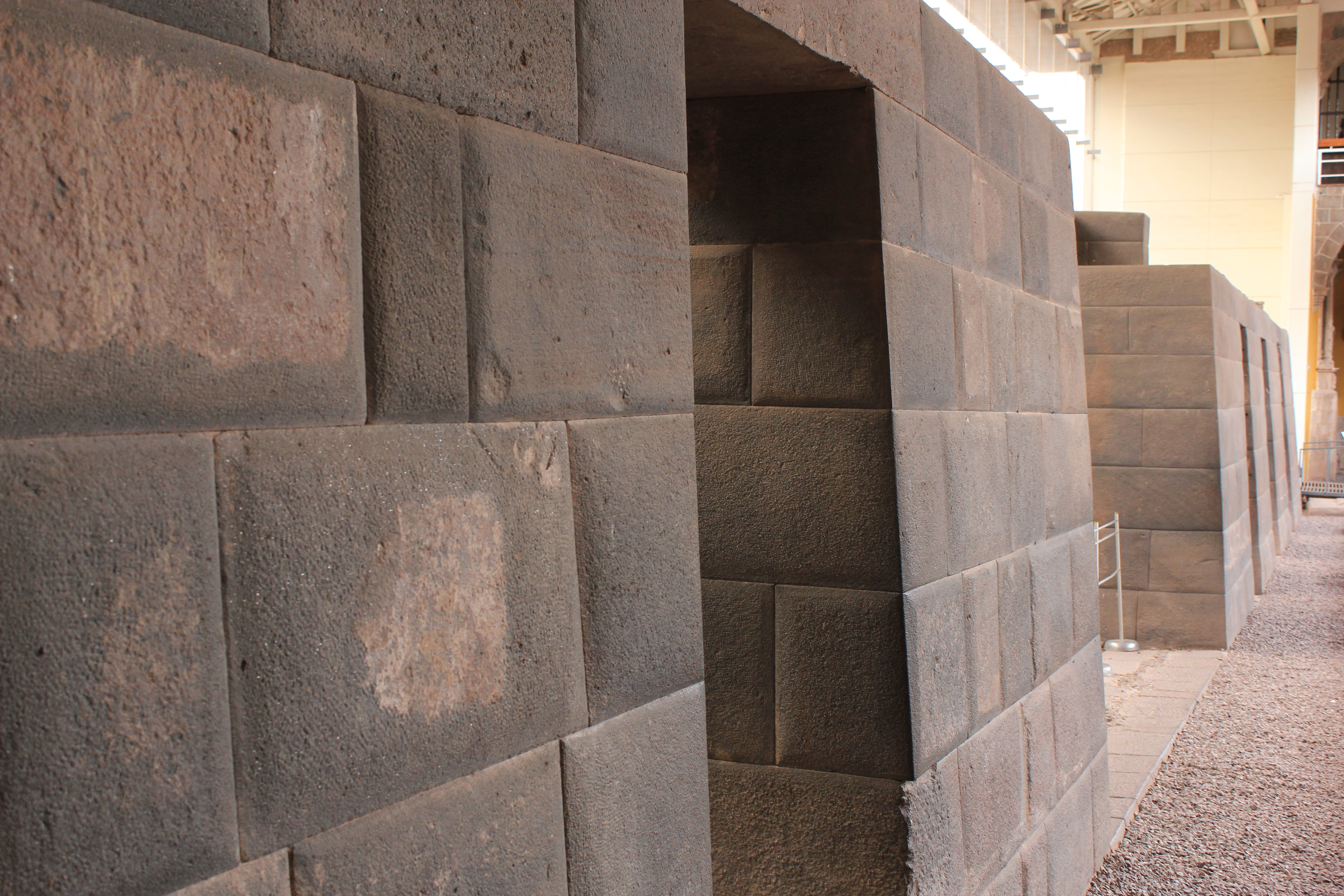
Sillares.

Las piedras que componen el templo tienen un leve almohadillado en los lados, que expresan la sobria estética de la construcción en el Imperio inca. Antiguamente no existía el atrio triangular que sirve de entrada al templo colonial y el muro giraba en ángulo recto hacia la calle Ahuacpinta (Awaq Pinta), la cual aún conserva un tramo del muro original de casi sesenta metros de largo. En el lado opuesto a esta calle, el muro se hace curvo al girar más de 90 grados, y continúa con una curva suave que fue cortada durante la construcción del templo. El muro del Qorikancha coronaba un sistema de andenes que bajaban hasta el río.
La piedra calcita y andesita son utilizados para la elaboración de muros totalmente lisos y unidos con precisión quirúrgica, sin argamasa, esto en los muros exteriores e interiores, pero con almohadillado en los interiores como el Templo dedicado a la luna y las Pléyades.
El templo, los materiales y la técnica que son muy parecidas a los de Sacsaywamán o Machu Picchu, a excepción de que aquí no se presenta el estilo megalítico, sino más al estilo imperial con aparejo regular en paralelepípedos; el elemento predominante es la piedra andesita, también hay granito granulado y calcita, talladas con piedra de río que tienen compuestos de cuarzo y son pulidas con diversos engranajes.
El refinamiento en la piedra es de estilo imperial y simétrico, casi estandarizado en cada uno de los sillares; como su nombre señala, inicialmente fue una cancha el principal tipo de construcción Inca para los principales recintos.

## Galería

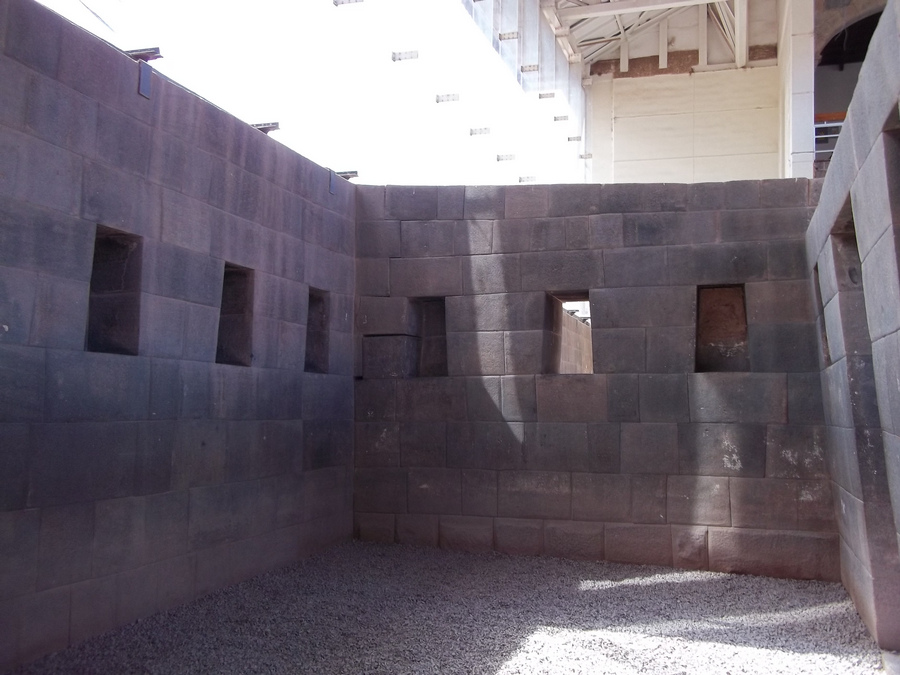
Estructuras actuales del templo del Sol o Coricancha, conservadas dentro del templo de Santo Domingo
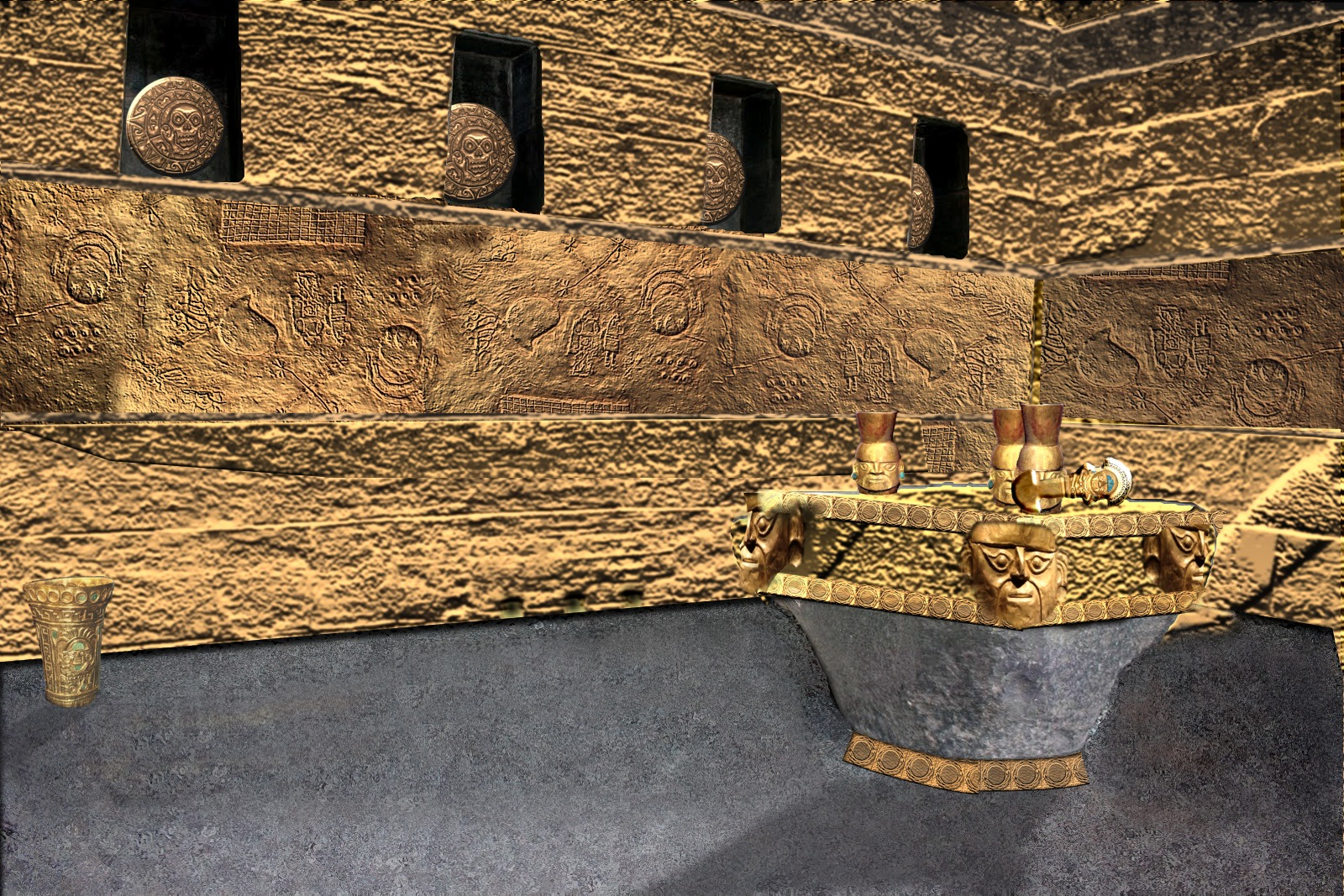
Una reconstrucción digital de una habitación llena de oro, según la descripción del Inca Garcilaso de la Vega
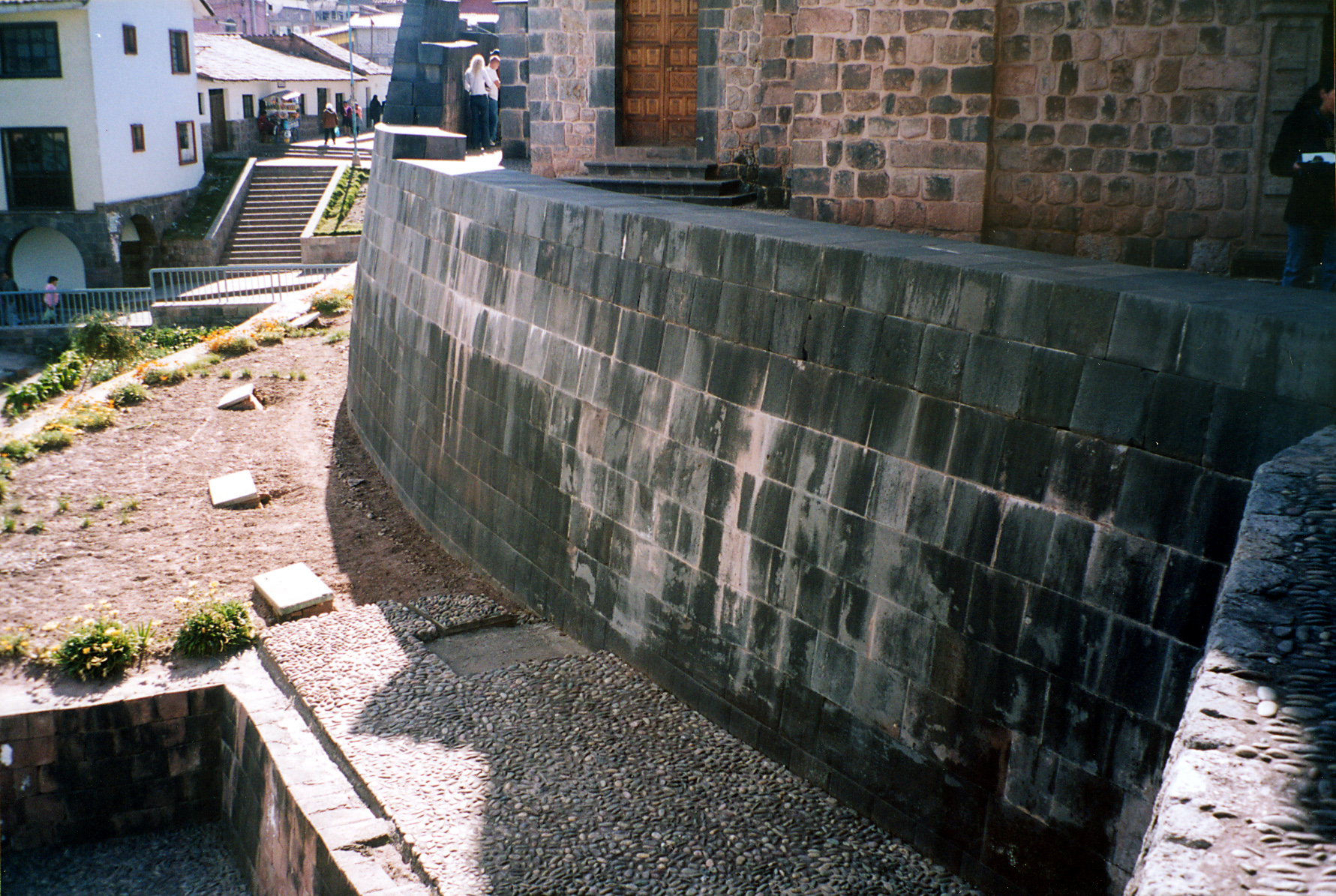
Muro de base curvo del Templo Solar Inti-Wasi / Coricancha, Cuzco, Perú
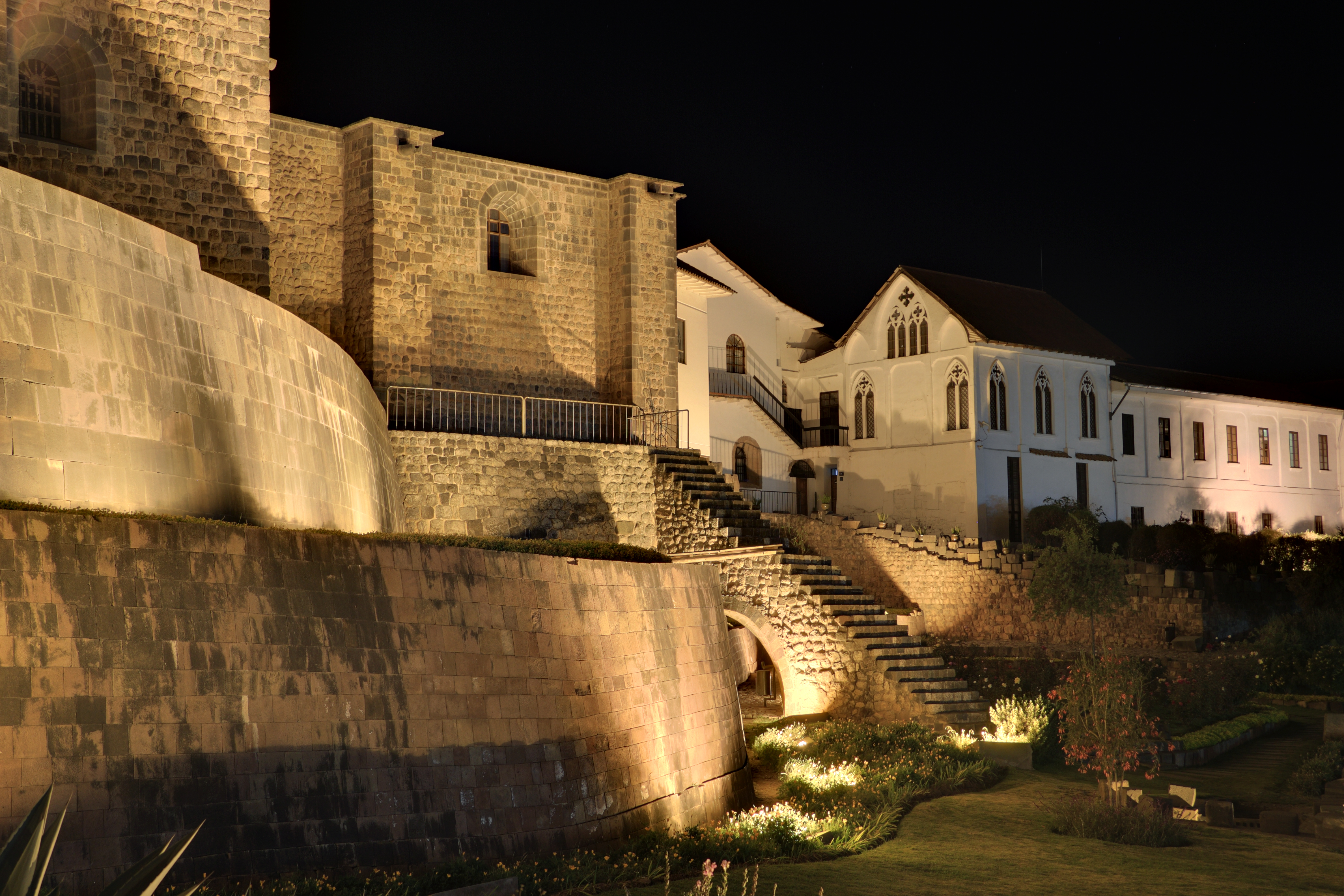
El Templo de Coricancha, bajo la iglesia del convento de Santo Domingo, en Cuzco
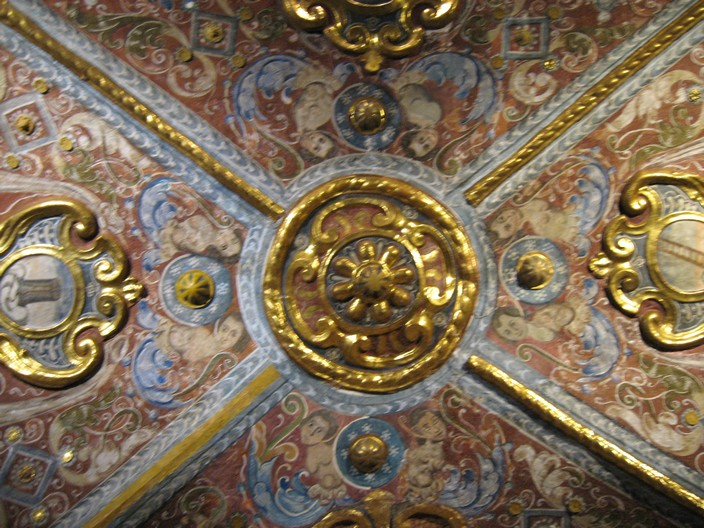
Adorno del techo
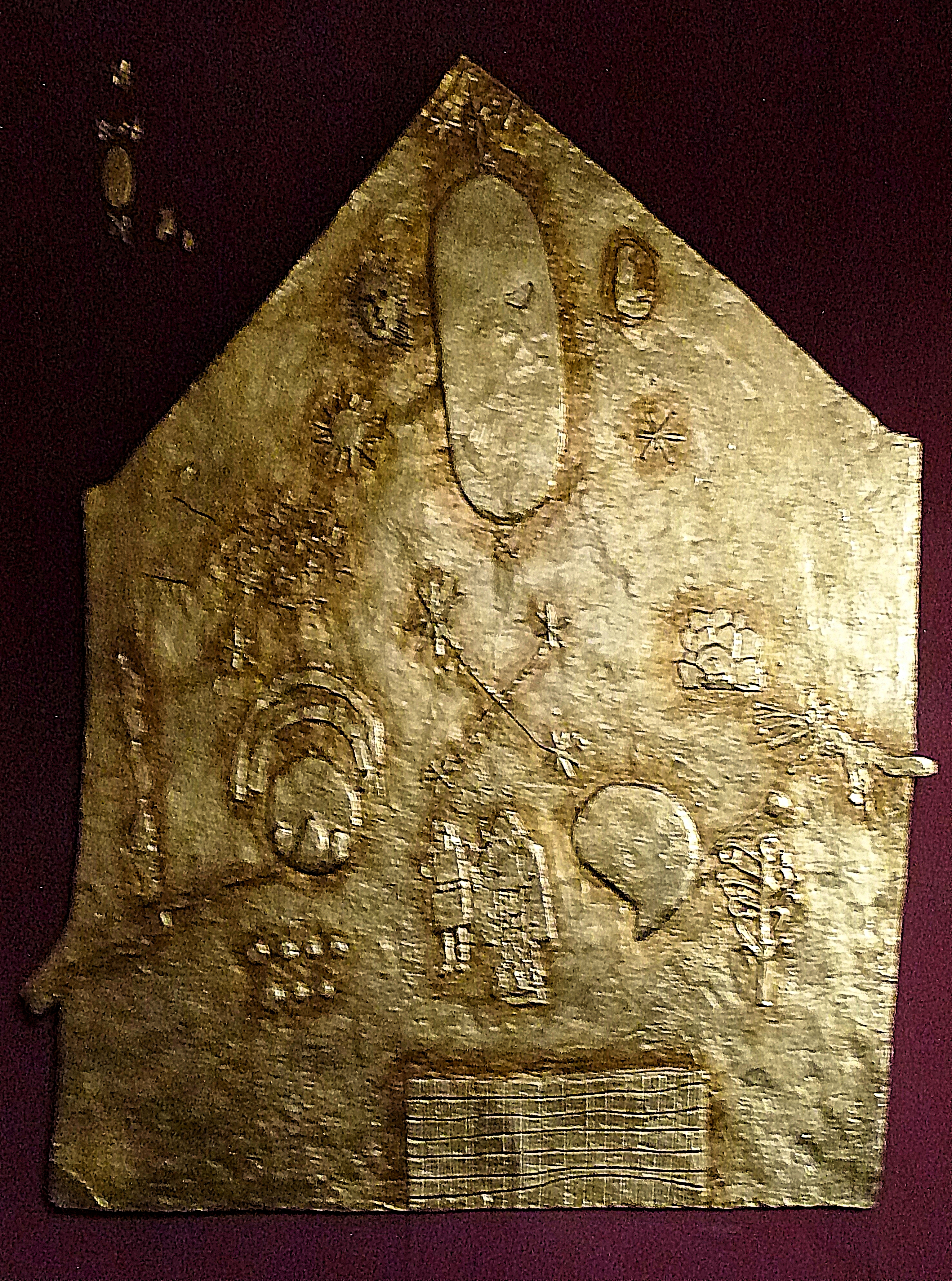
Plato de oro que representa la cosmología inca, en el templo del Coricancha
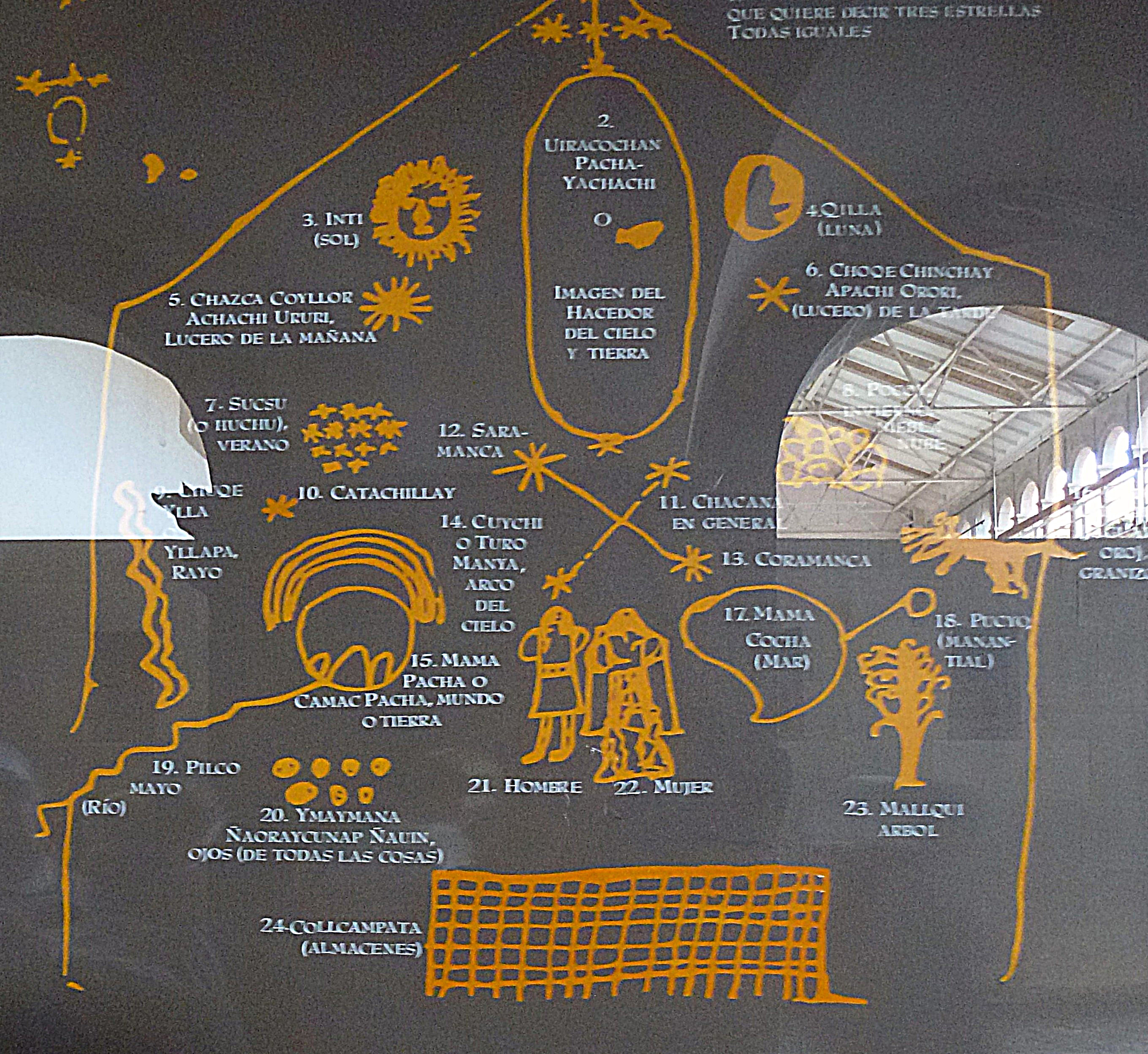
Representación de la cosmología Inca, en el templo del Coricancha
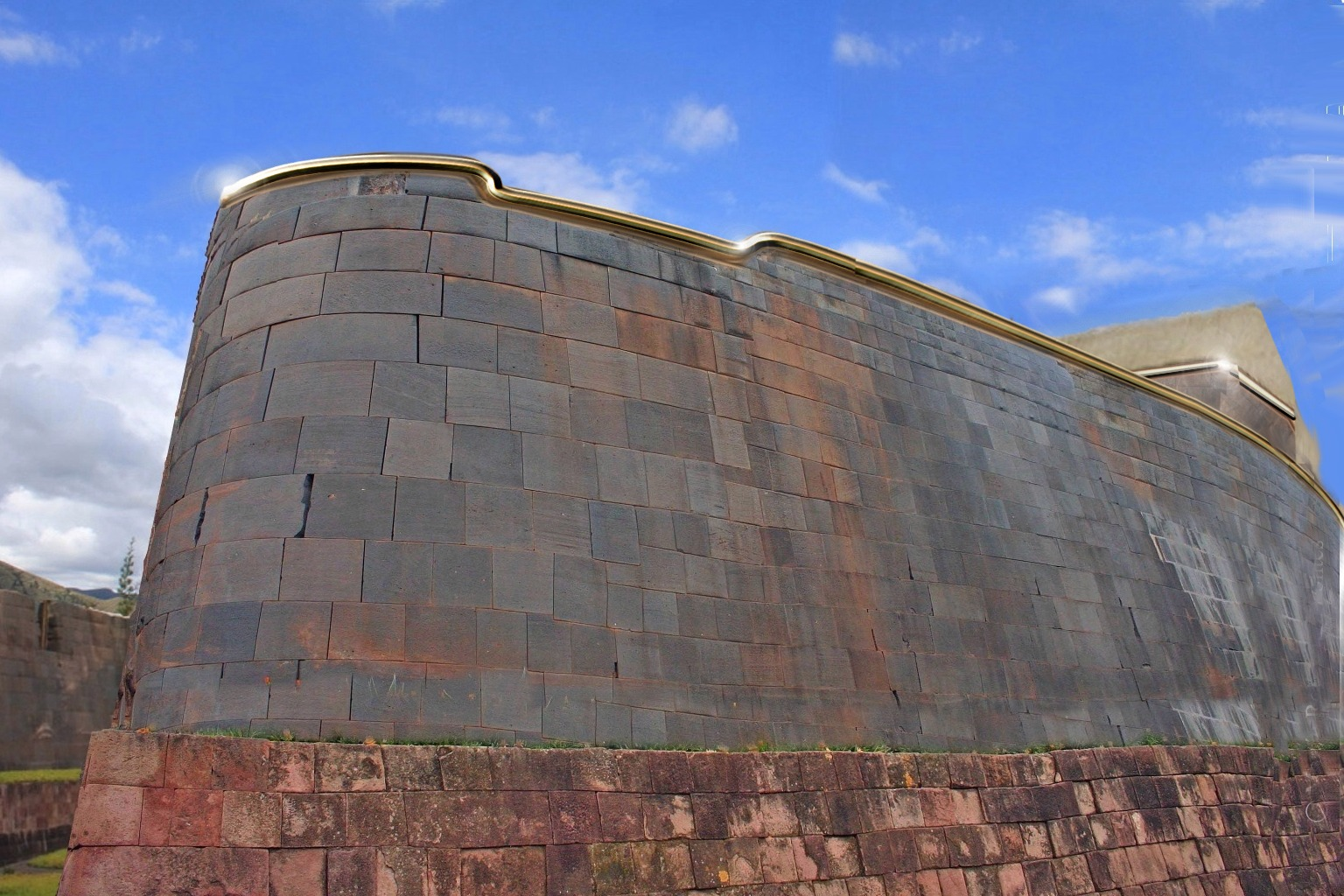
Una reconstrucción digital del Coricancha durante el período Inca